# 癒しのこころみ〜自分を好きになる方法〜
『癒しのこころみ〜自分を好きになる方法〜』は、2020年7月3日に全国公開された 篠原哲雄監督による日本初のセラピストを描いた日本映画である。オリジナル脚本。

## 解説
セラピスト業界を応援する映画として企画され、実在する題材を元にオリジナル作品として制作された日本初のセラピストを描いた映画である。主人公の新人セラピスト役は、映画初主演の松井愛莉を起用。監督の篠原哲雄は、「笑顔がとても素敵なので『閉ざされた世界から解放されていく』というものを描くと凄く絵になるのではないかと思いキャスティングしました。」と語っている。

## あらすじ
一ノ瀬里奈（松井愛莉）は、新卒で入社した広告代理店で失敗ばかり。ブラック企業だったこともあいまって、心身ともに疲弊し退職してしまった。そんな折、カリスマセラピストの鈴木カレン(藤原紀香)に出会い、カレンへの憧れもありセラピストを志すのであった。
セラピストの道を歩み始めた里奈だったが初めからうまくいく訳もなく、施術した元プロ野球選手の碓氷隼人（八木将康）に厳しい言葉を浴びせられてしまう。そんな彼も心に傷を抱えており、セラピーを通じてその傷を癒そうと里奈は奔走するのであった。

## 登場人物・キャスト
- 一ノ瀬里奈 - 松井愛莉[6]
- 碓氷隼人 - 八木将康[6]
- 上坂浩司 - 水野勝[6]
- 篠崎直子 - 中島ひろ子
- 西野大輔 - 秋沢健太朗[6]
- 鮫島鉄二 - 矢柴俊博
- 伊藤さやか - 橋本マナミ[6]
- 一ノ瀬太郎 - 渡辺裕之
- 鈴木カレン - 藤原紀香[6]
- 碓氷奈美 - 寒川綾奈
- 碓氷花 - 佐々木みゆ

## スタッフ
- 監督：篠原哲雄
- 脚本：鹿目けい子、ますもとたくや、錦織伊代
- エグゼクティブプロデューサー：江口康二、大和田廣樹、亀山暢央
- プロデューサー：櫻井一葉、植草義雄
- キャスティングプロデューサー：福岡康裕
- 音楽プロデューサー：渡邊頌平
- 撮影：長田勇市
- 照明：小川真司
- 録音：深田晃、岩丸恒
- 美術：寺尾淳
- 衣装：遠藤良樹
- 編集・VFX：人見健太郎
- 音響効果：渋谷圭介
- 助監督：島田伊智郎
- 制作担当：椋樹尚映
- ラインプロデューサー：辻智
- アソシエイトプロデューサー：安久慎一
- 野球監修：養父鐵
- 自然療法監修：山本竜隆
- セラピスト監修：植草義雄、館野智也、久保沙也香
- 音楽：GEN
- 挿入歌：「幸せ」（SANOVA）
- 主題歌：「癒し」（RAY）[7]
- 後援：日本リラクゼーション業協会
- 製作：ドリームパートナーズ
- 制作プロダクション：フレッシュハーツ
- 配給：イオンエンターテイメント

## 関連製品
ビデオ
「癒しのこころみ〜自分を好きになる方法〜」（通常版DVD）（オデッサエンタテインメント、2021年4月2日）
音楽
挿入歌「幸せ」SANOVA（Victor、2020年06月10日）配信限定
主題歌「癒し」RAY（Victor、2020年06月24日）配信限定